# (34125) Biancospino
(34125) Biancospino, désignation provisoire 2000 QZ, est un astéroïde de la ceinture principale découvert en 2000.

## Description
(34125) Biancospino a été découvert le 23 août 2000 à l'observatoire de Gnosca (Italie) par Stefano Sposetti.

### Caractéristiques orbitales
L'orbite de cet astéroïde est caractérisée par un demi-grand axe de 3,17 ua, un périhélie de 2,63 ua, une excentricité de 0,17 et une inclinaison de 1,72° par rapport à l'écliptique. Du fait de ces caractéristiques, à savoir un demi-grand axe compris entre 2 et 3,2 ua et un périhélie supérieur à 1,666 ua, il est classé, selon la JPL Small-Body Database, comme objet de la ceinture principale.

### Caractéristiques physiques
(34125) Biancospino a une magnitude absolue (H) de 14,8 et un albédo estimé à 0,035.

## Étymologie
Cet astéroïde est nommé d'après l'Aubépine monogyne (Crataegus monogyna), plante nommée biancospino en italien.